# Отворено првенство Ченаја у тенису 2008.
Отворено првенство Ченаја у тенису 2008 (познат и под називом Chennai Open 2008) је био тениски турнир који је припадао АТП Интернационалној серији у сезони 2008. Ово је било последње отворено првенство Ченаја у тенису који је припадао Интернационалној серији, јер се од 2009. мењала структура турнира од стране АТП-а и од те сезоне спада у серију АТП 250. Турнир се играо на тврдој подлози. То је било 13. издање турнира који се одржао у Ченају у Индији на СДАТ тениском стадиону од 31. децембра 2007. — 6. јануара 2008.
На овом турниру се одиграо најдужи меч у три сета до тада у историји. То је био дуел полуфинала између Рафаела Надала и Карлоса Моје који је трајао 3 сата и 54 минута и којим су оборили рекорд стар 15 година. Следеће године на мастерсу у Мадриду тај рекорд ће оборити Надал и Ђоковић.

## Поени и новчане награде

### Распоред поена
| Конкуренција | П   | Ф   | ПФ | ЧФ | 2К | 1К  | КВ  | КВ3 | КВ2 | КВ1 |
| Појединачна  | 175 | 120 | 75 | 40 | 15 | 0   | 5   | 0   | 0   | 0   |
| Парови       | 175 | 120 | 75 | 40 | 0  | Н/Д | Н/Д | Н/Д | Н/Д | Н/Д |

### Новчане награде
| Конкуренција | П       | Ф       | ПФ      | ЧФ      | 2К     | 1К     | КВ   | КВ3 | КВ2 |
| Појединачна  | $68,800 | $37,350 | $20,750 | $11,500 | $6,800 | $4,000 | $500 | Н/Д | Н/Д |
| Парови*      | $20,500 | $11,750 | $7,000  | $3,800  | $2,000 | Н/Д    | Н/Д  | Н/Д | Н/Д |

*по тиму

## Носиоци
| Држава | Играч           | Позиција1 | Носилац |
| ------ | --------------- | --------- | ------- |
| ШПА    | Рафаел Надал    | 2         | 1       |
| КИП    | Маркос Багдатис | 16        | 2       |
| ШПА    | Карлос Моја     | 17        | 3       |
| РУС    | Михаил Јужни    | 19        | 4       |
| ФРА    | Никола Маи      | 45        | 5       |
| АУТ    | Јирген Мелцер   | 60        | 6       |
| АУТ    | Вернер Ешауер   | 66        | 7       |
| ФРА    | Марк Жикел      | 70        | 8       |

- 1 Позиције од 31. децембра 2007.

### Други учесници
Следећи играчи су добили специјалну позивницу за учешће у појединачној конкуренцији:
- Пракаш Амритраж
- Бартоломе Салва-Видал
- Вишну Вардхан

Следећи играчи су ушли на турнир кроз квалификације:
- Александер Пеја
- Александар Кудрјавцев
- Раџив Рам
- Ловро Зовко

## Носиоци у конкуренцији парова
| Држава | Играч             | Држава | Играч           | Позиција1 | Носиоци |
| ------ | ----------------- | ------ | --------------- | --------- | ------- |
| ШПА    | Ивес Алегро       | ФРА    | Никола Маи      | 90        | 1       |
| ЧЕШ    | Јарослав Левински | СВК    | Михал Мертињак  | 97        | 2       |
| АУТ    | Јирген Мелцер     | АУТ    | Александер Пеја | 115       | 3       |
| ЧЕШ    | Томаш Цибулец     | ХРВ    | Ловро Зовко     | 115       | 4       |

- 1 Позиције од 31. децембра 2007.

### Други учесници
Следећи играчи су добили специјалну позивницу за учешће у конкуренцији парова:
- Стефан Амритраж/  Пракаш Амритраж
- Мустафа Гоус/  Каран Растоги

## Шампиони

### Појединачно
Михаил Јужни је победио  Рафаела Надала са 6–0, 6–1.
- Јужном је то била једина титула те сезоне и четврта у каријери.

### Парови
- Санчај Ративатана /  Сончат Ративатана су победили  Маркоса Багдатиса /  Марк Жикела са 6–4, 7–5.
- Браћи Ративатана је то била једина титула те сезоне и друга (од две) у каријери.